# Állatvédelem
Az állatvédelem az állatok oktalan kínzásának, pusztításának megakadályozása, megfelelő tartásuk, kíméletük biztosítása. Ma már társadalmilag elvárt tevékenység, amely társadalmi és hatósági intézkedésekkel és megfelelő propagandával valósul meg. A társként tartott házi kedvencek mellett más állatok is védelmet igényelnek és érdemelnek, így a háziállatok és vadon élő állatok is. Az állatvédelmet erkölcsi célként megjelölve vannak, akik vegán életmódot követnek, miszerint az állatok tárgyként kezelése és meggyilkolása sem nem elfogadható, sem nem helyes cselekedet.

## Az állatvédelem története

### Az ókori Görögországban
- Az állatvédelem bizonyos elemeivel már az ókori Görögországban találkozunk. "Az ókori görög szövegekben találunk néhány olyan példát, amelyeket mai szóhasználattal élve „állatvédő” törvényeknek nevezhetünk. Ezek a törvények vagy tiltják az állatok (illetve bizonyos állatok) megölését, vagy pedig szigorúan büntetik azokat, akik kárt vagy fájdalmat okoztak az állatoknak. Bár a példák meglehetősen elszórtan jelennek meg a görög és a latin irodalom egészében, mégis figyelemre méltóak. Egyesek közülük anekdotikus jelleggel bírnak... Határozottan megtalálhatók egy olyan ősi kultikus törvényhozás nyomai, amely igazságos bánásmódot követelt meg a szelíd háziállatokkal szemben. Ez a törvényhozás két kultúrhérosz, az eleusziszi Triptolemos és az athéni Buzygés alakjához kötődik. Továbbmenve, az Areiospagos legfelsőbb bírói testületének olyan megdöbbentő döntéseire bukkanunk, amelyekben szokatlanul szigorú, sőt halálos büntetést szabtak ki állatkínzásért. Azonban nem csak az arisztokratikus múlt példái, amelyet ezek a bírói döntések szemléltetnek, hanem a demokratikus Athén néhány esete is tanúskodik az ókori görögség állatokkal szembeni szimpátiájáról és igazságosságáról."[2]

### A 20. – 21. században
- A Nemzetközi Állatvédő Liga 1989. október 21-én fogadta el az Állati jogok egyetemes nyilatkozatát.

## Állatvédelmi jogszabályok Magyarországon
Az Országgyűlés 1998-ban alkotta meg az állatvédelmi törvényt, amelynek célja, hogy elősegítse az állatvilág egyedeinek védelmét, fokozza az emberek felelősségtudatát az állatokkal való kíméletes bánásmód érdekében, valamint meghatározza az állatok védelmének alapvető szabályait.

### Törvények
- 1998. évi XXVIII. törvény az állatok védelméről és kíméletéről
- 2011. évi   törvény az állatok védelméről és kíméletéről szóló 1998. évi XXVIII. törvény módosításáról

### Kormányrendeletek
- 244/1998. (XII.31.) Korm. rendelet az állatvédelmi bírságról (többször módosítva)
- 245/1998. (XII.31.) Korm. rendelet a települési önkormányzat jegyzőjének az állatok védelmével, valamint az állatok nyilvántartásával kapcsolatos egyes feladat és hatásköreiről
- 115/2012. (VI. 11.) Korm. rendelet egyes állatvédelmi tárgyú kormányrendeletek módosításáról
- 40/2013. (II. 14.) Korm. rendelet Az állatkísérletekről[4]
- 41/2013. (II. 14.) Korm. rendelet A veszélyeztetett vadon élő állat- és növényfajok nemzetközi kereskedelmét szabályozó nemzetközi és európai közösségi jogi aktusok végrehajtásának egyes szabályairól szóló 292/2008. (XII. 10.) Korm. rendelet módosításáról

### Miniszteri rendeletek
- 8/1999. (VIII.13.) KÖM-FVM-NKÖM-BM rendelet a veszélyes állatok tartásáról
- 9/1999. (I.27.) FVM rendelet a vágóállatok leölésének állatvédelmi szabályairól
- 10/1999. (I.27.) FVM rendelet az állatvédelmi tanácsadó testületről
- 13/1999. KHVM-FVM rendelet az állatszállításról
- 32/1999. (III.31.) FVM rendelet a mezőgazdasági haszonállatok tartásának állatvédelmi szabályairól
- 36/1999. (IV.2.) FVM-KÖM-GM rendelet  a kísérleti állatok tenyésztésének, tartásának, szállításának stb. szabályairól